# Vampire Fitness
Vampire Fitness — дебютный мини-альбом американской дрэг-квин Кати Замолодчиковой, релиз которого состоялся 13 ноября 2020 года на лейбле Producer Entertainment Group.

## Об альбоме
Мини-альбом состоит из пяти треков, которые Катя описала как «мрачную и задумчивую интернациональную музыкальную лодочную прогулку через разум и рот знаменитого кросс-дрессера». Сама Катя призналась, что записала песни, которые сама хотела бы услышать в ночном клубе или даже в кинофильме. На альбоме представлены песни на английском, русском, итальянском и португальском языках.
Песня «Ding Dong!» была записана при участии ещё одной выпускницы «Королевских гонок» Трикси Маттел. Катя описала эту песню как «бар-мицву, сжигающую амбар». Песня в стиле евродэнс была вдохновлена песней Светланы Лободы «Boom Boom», в ней также присутствует отсылка к Буффало Биллу, известному серийному убийце из романа «Молчание ягнят» Томаса Харриса.
Песня «Ravioli» была записана на итальянском языке. Катя сама написала текст на английском, который позже перевели на итальянский.

## Релиз
Мини-альбом вышел в цифровом формате 13 ноября 2020 года, а 6 ноября состоялся релиз лид-сингла «Come in Brazil». После объявления Катей об этом мини-альбоме Трикси Маттел написала в Твиттере: «Просто говорю: я послушала альбом, и никто из вас не готов к этому».

## Критический приём
Джоуи Нолфи из Entertainment Weekly назвал этот альбом «музыкальным экспериментом» и «цифровым искажением евродэнса, секса, оргазмических стонов, звуков убийства, самолечении, и, конечно, итальянской кухни». При этом всё связано вместе и готово обрушиться на слушателя одной большой, изобилующей согласными, русской поп-песней.
Кистофер Рудольф в обзоре для Logo TV заметил, что на альбоме Катя представляет слушателю «серьёзные нотки Носферату».
RJ Frometa, обозревая альбом для Vents, описал Vampire Fitness как «сводящее с ума провокационное путешествие», а также написал: невозможно описать словами эту коллекцию из пяти песен, наполненную безудержным творческим безумием, и которую Катя выражает непочтительностью, прогрессивной электронной музыкой и узнаваемым русским стилем. Песню «Ravioli» он сравнил с треками Aphex Twin и The Prodigy.

## Список композиций
| №  | Название                                 | Длительность |
| -- | ---------------------------------------- | ------------ |
| 1. | «Come in Brazil» (при участии Аляски)    | 3:07         |
| 2. | «Глаз»                                   | 2:43         |
| 3. | «Ding Dong!» (при участии Трикси Маттел) | 2:50         |
| 4. | «Ravioli»                                | 2:24         |
| 5. | «Be Your Own Dentist»                    | 6:53         |